# 德平镇
德平镇，是中华人民共和国山東省德州市临邑县下辖的一个乡镇级行政单位。

## 行政区划
德平镇下辖以下地区：
东关社区村、西关社区村、闫家社区村、十里社区村、林寨社区村、活佛庙社区村、东西张社区村、陈集社区村、大鲍社区村、王朝阳社区村、养马社区村、宫家社区村、葛老庄社区村、茄子李社区村、闫庙社区村、碱李社区村、王连周社区村、戚寨社区村、宫屯社区村、三里庄社区村、满家社区村、陈寨社区村、曹冢社区村、炉房社区村、房集社区村和前明社区村。

### 名人
- 刘永清（胡锦涛妻子）
  - 兒子：胡海峰，中华人民共和国民政部副部长，系最年轻地级市委书记和最年轻部委副部级官员。初中就读于北京景山学校, 高中就读于北京市第二中学，持北方交通大学BASc学位和清华大学工程物理系MS学位，2002年至2008年获得清华大学LLM-EMBA, 以及管理学博士学位, 从清华大学工物系、法学院、SEM经管学院, SPPM取得四个研究生学位。